# Iglesia de Santa Cruz dos Militares
La Iglesia de Santa Cruz dos Militares es una iglesia colonial ubicada en el centro de la ciudad de Río de Janeiro, Brasil. 
El templo actual comenzó a ser construido alrededor de 1770 y tardaron 30 años en terminarlo. El templo fue consagrado el 28 de septiembre de 1811.Esta iglesia posee el privilegio de haber sido agregada a la Basílica Vaticana desde 1923 por el papa Pío XI por lo que quienes cumplan con las debidas condiciones pueden recibir una indulgencia plenaria al visitarla.